# Эдвардс, Кэтлин
Кэтлин Эдвардс (англ. Kathleen Edwards) — канадская певица, кантри-музыкант, автор-исполнитель, чью манеру сравнивают с Сюзанной Вегой.
Лауреат SOCAN Songwriting Prize (за песню «A Soft Place To Land») и многократный номинант на премии Джуно и Canadian Country Music Association.

## Биография
См. также «Kathleen Edwards Personal life» в английском разделе.
Родилась 11 июля 1978 года в городе Оттава, (Онтарио, Канада) в семье дипломата и часть своей молодости, проведшая в Корее и Швейцарии.
Её отец Леонард Эдвардс, бывший замминистра иностранных дел, с 5 лет начал учить дочь игре на скрипке и продолжал это дело ещё 12 лет. В подростковом возрасте она слушала много записей своего брата, например, Neil Young и Bob Dylan.
В 2008 Эдвардс спела бэк-вокалом на альбоме 11 канадского рок-певца Bryan Adams, и выступала с ним в его концертном турне. В 2009 году она вместе с Адамсом на сцене спела его песню «Walk on By».
В 2011 году Эдвардс подпевала на песне канадской рок-группы Arkells «Agent Zero», из их второго альбома Michigan Left. «Soft Place to Land», одна из двух песен с альбома Кэтлин Voyageur, написанные в соавторстве с John Roderick, фронтменом рок-группы The Long Winters, выиграла в 2012 году премию Общества композиторов, авторов и издателей Канады под названием Echo Songwriting Prize.

## Дискография
См. также «Kathleen Edwards Discography» в английском разделе.
- Building 55 (EP, 1999)
- Failer (2003, Zoë Records, 2003 MapleMusic Recordings)
- Live from Bowery Ballroom (2003)
- Back to Me (2005, Zoë Records)
- Asking for Flowers (2008)
- Voyageur (2012 Concord/Universal, 2012 Zoë /Rounder Records)
- Total Freedom (2020, Dualtone Records)

## Награды и номинации
| Год  | Ассоциация                         | Категория                                                | Результат |
| ---- | ---------------------------------- | -------------------------------------------------------- | --------- |
| 2003 | Juno Awards of 2003                | Roots & Traditional Album of the Year — Solo — Failer    | Номинация |
| 2003 | Canadian Country Music Association | Roots Artist or Group of the Year                        | Номинация |
| 2004 | Juno Awards of 2004                | Songwriter of the Year                                   | Номинация |
| 2004 | Canadian Country Music Association | Roots Artist or Group of the Year                        | Номинация |
| 2005 | Canadian Country Music Association | Roots Artist or Group of the Year                        | Номинация |
| 2006 | Juno Awards of 2006                | Songwriter of the Year                                   | Номинация |
| 2006 | Juno Awards of 2006                | Adult Alternative Album of the Year — Back to Me         | Номинация |
| 2006 | Canadian Country Music Association | Roots Artist or Group of the Year                        | Номинация |
| 2009 | Juno Awards of 2009                | Adult Alternative Album of the Year — Asking for Flowers | Номинация |
| 2012 | SOCAN Songwriting Prize            | Winning Song — A Soft Place To Land                      | Победа    |
| 2013 | Juno Awards of 2013                | Songwriter of the Year                                   | Номинация |
| 2013 | Juno Awards of 2013                | Adult Alternative Album of the Year — Voyageur           | Номинация |